# ديريك جونستون
ديريك جونستون (بالإنجليزية: Derek Johnstone)‏ (4 نوفمبر 1953 في المملكة المتحدة - ) هو مدرب كرة قدم ولاعب كرة قدم بريطاني في مركز الهجوم، شارك في كأس العالم 1978. وشارك مع منتخب اسكتلندا لكرة القدم. أما مع النوادي، فقد لعب مع تشيلسي ودندي يونايتد ونادي بارتيك ثيسل ونادي رينجرز ورابطة كرة القدم الاسكتلندية الحادية عشر ‏.

## مسيرته الكروية
لعب ديريك جونستون خلال مسيرته الاحترافية مع ناديين في سبعة عشر موسمًا وسجل خلالها 132 هدف ضمن 373 مباراة. حيث فاز في خمسة مواسم بالكأس وفي ثلاثة مواسم بالدوري.
خاض ديريك جونستون مسيرته مع نادي رينجرز في موسم 1970–71 في المرة الأولى ليلعب معه ثلاثة عشر موسمًا ثم في موسم 1984–85 ولمدة موسمين، مشاركًا طوالها في 369 مباراة سجل خلالها 132 هدف. ثم انتقل إلى نادي تشيلسي في موسم 1983–84 ولمدة موسمين، حيث شارك في 4 مباريات ولم يسجل أي هدف.

## وصلات خارجية
- ديريك جونستون على موقع الاتحاد الإسكتلندي (الإنجليزية)
- ديريك جونستون على موقع قاعدة بيانات كرة القدم.إي يو (الإنجليزية)
- ديريك جونستون على موقع ناشيونال فوتبول تيمز (الإنجليزية)
- ديريك جونستون على موقع عالم كرة القدم.نت (الإنجليزية)